# Joop van Nellen
Johannes Cornelis ("Joop") van Nellen (Delft, 15 maart 1910 – aldaar, 14 november 1992) was een Nederlands voetballer. Hij kwam uit voor DHC uit Delft en speelde 27 interlands voor het Nederlands voetbalelftal.
Van Nellen was een linksbuiten die op 2 december 1928 op 18-jarige leeftijd zijn debuut maakte voor het Nederlands elftal. Met zijn club DHC speelde hij toen nog in de tweede klasse. In Milaan werd met 3-2 van Italië verloren. In zijn tweede interland, op 17 maart 1929, brak hij zijn been. Het zou daarna tot november 1930 duren totdat hij opnieuw werd opgeroepen.
Tot 1937 kwam hij 27 keer uit voor Oranje en scoorde hij zeven doelpunten. Hij stond onder andere opgesteld in de enige match die Nederland speelde op het WK van 1934, welke met 3-2 verloren ging tegen Zwitserland.
Van Nellen was zijn hele leven verbonden aan de Delfia Hollandia Combinatie (DHC) uit Delft. Hij was er speler van 1922 tot 1937, vanaf 1926 in het eerste team onderbroken door een jaar op zee, en later nog als invaller en bij de veteranen. Ook was hij trainer, bestuurslid en erelid. Behalve de eerste international van de club is hij ook de speler met de meeste interlands. Van Nellen trainde ook HVV Laakkwartier, Vitesse Delft en enkele andere clubs.